# Jacuípe
Jacuípe este un oraș în statul Alagoas (AL) din Brazilia.